# Завист
Завист је негативна емоција која се манифестује у непријатељском ставу према другима који имају нешто што ми немамо, а сматрамо да то више припада нама. Испољавање зависти може варирати од благог непријатељства до отворене агресије.
Аристотел је дефинисао завист као бол при погледу на туђу срећу, подстакнуту од „оних који имају оно што би требало да ми имамо” Бертранд Расел је рекао да је завист један од најснажнијих степена несретности. Не само да је завидна особа несретна због своје зависти, објаснио је Расел, већ ће та особа можда желети да нанесе несрећу другима и то у облицима емоционалног злостављања и насилних дела злочина. Иако се на завист углавном гледа као на нешто негативно, Расел је такође веровао да је она и покретачка снага раста економије и да се мора издржати да би се постигао систем „држања корака са Џонесовима”. Веровао је да управо то помаже у одржавању демократије, система у којем нико не може постићи више од било кога другог.

## Типови зависти
Завист се манифестује у непријатељском ставу и осећању према другима који имају нешто што сматрамо да то више припада нама. Као и у љубави, тако и у мржњи и зависти постоје различите градације у самом садржају и интензитету. Тако испољавање мржње и зависти може варирати од благог непријатељства до отворене агресије.
Недавно су психолози сугерисали да постоје две врсте зависти: злонамерна завист и доброћудна завист – злонамерна завист која се предлаже као болесна сила која руши човека и његов ум и узрокује завидну особу да слепо жели да „херој“ пати; с друге стране је бенигна завист, која се сматра врстом позитивне мотивацијске силе због које особа тежи да буде добра као „херој” – али само ако се доброћудна завист користи на правилан начин.
Међутим, Шери Таркл сматра да појава друштвених медија и селфи културе ствара отуђујући осећај психе „самозавидљивости”, и сматра да то додатно утиче на проблематична подручја. Завист и зловоља, као емоције, имају паралелне структуре.
Једини тип зависти која може имати позитивне ефекте је доброћудна завист. Према истраживачима, доброћудна завист може пружити емулацију, мотивацију за побољшање, позитивне мисли о другој особи и дивљење. Ова врста зависти, ако се правилно контролише, може позитивно утицати на нечију будућност, мотивишући некога да буде боља особа и да успе. Наш људски инстинкт је избегавање негативних аспеката у животу, као што су негативне емоције, завист. Међутим, ово негативно емоционално стање могуће је претворити у мотивацијски алат који човеку може помоћи да постане успешан у будућности.

### У хришћанству
У Старом и у Новом завету постоје различити описи зависти и догађаја повезани с њом, углавном с драматичним исходом. Завист је један од седам смртних грехова у католицизму и у православљу. У књизи Књига постанка, завист је мотив за Каина, тако што је завидио Авељу јер је Бог фаворизирао Авељову жртву изнад Каинове. Завист је међу поривима који долазе из срца, упркос воље особе. Цело је тело пуно таме када је око, светиљка тела, лоша. Онај коме је драго због несреће, неће проћи некажњено, рекао је Саломон. Завист уништава здравље тела, чинећи кости трулима, и спречава наслеђивање Божјег краљевства.
Зависти се придају заслуге као основи сваког труда и вештине људи. На пример, човечанство ће изабрати занимања да би стекло богатство, славу и ужитке како би се изједначило или надмашило своје ближње. Завист је, дакле, грех дубоко укорењен у људској природи. Она настаје када човеку недостају одређене ствари, околности које постоје кад се Богу не приступи провизије, или када се провизије користе за сопствене себичне страсти и ужитке.

### У исламу
У исламу је завист (хасад, حسد, на арапском језику) нечистоћа срца и може уништити нечија добра дела. Особа мора бити задовољна оним што је Бог хтео и у шта верује правда Створитеља. Муслиман не би смео допустити да му завист дозволи да буде завидна особа.
Мухамед је рекао: „Не завидите једни другима, не мрзите једни друге, не супротстављајте се другима и не прекидајте односе, радије будите Алахове слуге као браћа. Није дозвољено да се муслиман раздвоји од његова брата, дуже од три дана да се не састану, а један занемарује другог, а најбољи је онај који иницира намаз.”
Муслиман може пожелети себи такав благослов који има неко други, не желећи да га одузме другој особи. То је дозвољено и не назива се хасад. Уместо тога, зове се гибтах.
„Не треба бити завидан, осим у два случаја: (према) особи којој је Алах дао мудрост, и која тиме управља и учи је пред људима, и (према) особи којој је Алах доделио богатство и имовину заједно са снагом да га троши у узроку Истине”.

## Истраживања
Научници са јапанског Националног института радиолошких наука су проучавали ову особину. Групи добровољаца су давали описе људи који су успешни како на пословном плану, тако и у љубавном животу. При томе су скенерима пратили рад мозга и уочили да се код испитаника активирао предњи део у мозгу познат као cingulate cortex који се активира и приликом физичког бола. Ово се објашњава тиме да ће човек због тога усмерити своје активности ка побољшању квалитета сопственог живота, те има еволутивну оправданост. Међутим, жеља да се буде бољи може да одведе и у другу крајност. Завидан човек ће пожелети и да повреди конкуренцију, па и да украде како би се домогао онога у чему оскудева. Зато је један други тим научника покушао да детектује која нација је највише склона овом осећању, па су као критеријуми узети број крађа и провала у туђе поседе. Према неким изворима, модерне технологије ће довести до пораста зависти, јер путем Интернета и телевизије је могуће завирити у животе богатих и славних. Према Џону Мекију, аутору бројних бестселера који се баве каријером, завист уништава самопоштовање и треба је искористити као мотивациону „алатку“ да се побољша сопствени квалитет рада.

## Психологија
Иако мали број људи признаје ово осећање, оно је у основи многих људских активности, утиче на осећања и формирање ставова. Према писању једног сајта, завист је главни извор привидно необјашњивих нетрпељивости и могући узрочник многих погрешних, чак злих радњи, попут освете. Све може постати предмет зависти; богатство, утицај, моћ, положај, каријера, припадност одређеним друштвеним групама, популарност, слава, лепота, образовање, таленат, па чак и добро расположење. При томе, завидљиви људи живе у лажном уверењу да други имају оно што је њима неправедно ускраћено, што утиче на незадовољство сопственим животом и резултује сталним поређењем са другима, као и опседнутошћу „рачуницама“ које су увек за њих неповољне. Они не могу да опросте туђи успех, али ни да то отворено признају јер би тиме признали и осећање властите ниже вредности. Зато је завист најчешће маскирана правдољубивошћу. Највећи проблем оваквих људи је што не умеју да буду задовољни властитим животима и да у њима пронађу смисао.

## Религија
Много људи верује да библија даје списак од седам смртних грехова, међу којима је и завист и они се и помињу у Соломоновим причама, додуше више као описи тих особина. Ипак, нигде се експлицитно не наводи да се ти греси кажњавају смрћу. Према наводима једног сајта, ови греси су практично категорије много грехова које Бог неће опростити. У католицизму такође не постоји коначан списак таквих грехова, али већина верника прихвата категоризацију коју је дао папа Грегор још у VI веку, а које помиње и Данте Алигијери у свом делу „Пакао“. Према тим наводима казна за завист је „бацање у ледену воду“.
+++++
Јосеф Холечек у књизи Црна Гора у миру пише да је понашање цетињских богослова било задовољавајуће. Најтеже је међу њима било искоријенити свађу, која се некада завршавала и тучом. Свађе су настајале због тога што се један другом подсмјехивао због поријекла, сваки је желио да буде из најбољег, најстаријег и најславнијег племена. Црногорска амбициозност и ревност не дозвољавају ником да уступи некоме водеће мјесто. На почетку је у свједочанства питомаца уписиван редни број, али кад се показало да овај начин за побуђивање њихове амбиције није потребан, већ да прије шкоди, јер нико није хтио да буде други, већ сви први, одустало се од тога. Након бојева, чести су били спорови Црногораца око највећих заслуга. Корумпирани Машо Врбица је приређивао бројне сплетке поштеном секретару књаза Николе, у смислу да је човјек исувише поштен и морају га одстранити. Свака функција имала је своју препознатљиву ознаку на капи, и тада се виђала на главама скоро сваког Црногорца. За њима је настала велика јурњава. Ко има чин, одмах се другачије понаша. Не устручавају се шпијунирати, да се додворе надређенима и напредују у служби. Марко Миљанов је свој чин вратио књазу (Никола је има према њему нетрпељивост, јер је Марко уживао велику славу у народу као јунак), а пријатељи су му то замјерали сматрајући да ће тиме бити унижен у очима људи. Власник грба се прави господин, глуми главара.